# Bohuslav Mocek
Bohuslav Mocek (28. července 1951 Pardubice – 13. května 2024) byl český biolog a muzeolog se specializací na entomologii a ochranu přírody. V oboru napsal řadu publikací.

## Pracovní život
Od roku 1975 pracoval jako odborný pracovník v Muzeu východních Čech v Hradci Králové. V letech 1985–2017 byl zároveň vedoucím přírodovědeckého oddělení muzea a v letech 1989–2016 působil i jako odpovědný redaktor přírodovědeckého časopisu Acta Musei Reginaehradecensis s. A vydávaného muzeem.
Jako kurátor muzejních sbírek pečoval zejména o entomologickou sbírku obsahující přibližně milion exemplářů hmyzu. Byl specialistou na řád dvoukřídlí. V muzeu víceméně založil sbírku tohoto hmyzu obsahující přibližně 90 000 exemplářů. Na jeho počest byly pojmenovány tři nově popsané druhy z řádu dvoukřídlých – Coniosternum moceki, Rhamphomyia bohousi a Platypalpus bohousi.
Výzkumem bezobratlých se zabýval i v terénu, a to v rámci působnosti muzea zejména ve východních Čechách – např. Orlické hory (NPR Bukačka), Železné hory, Žehuňsko (2000–2004), NPR Adršpašsko-teplické skály, PR Buky u Vysokého Chvojna, NPR Bohdanečský rybník či Kunětická hora. Od roku 2000 vedl dlouhodobý biologický průzkum v kamenolomu Rožmitál v CHKO Broumovsko. Později se věnoval areálu Národního hřebčína Kladruby nad Labem.
V rámci svého působení v muzei se věnoval koordinací práce přírodovědeckých pracovišť muzeí někdejšího Východočeského kraje, inventarizací a soupisem přírodovědeckých sbírek v kraji, historií přírodovědeckého muzejnictví a biografií regionálních entomologů.
Jako odborný lektor vedl desítky terénních exkurzí pro veřejnost.
Od roku 1986 byl členem Československé a následně České společnosti entomologické, přičemž v letech 1987–2012 byl předsedou její východočeské pobočky.

## Dílo

### Výstavy
Bohuslav Mocek byl autorem nebo spoluautorem velkého množství muzejních výstav zpřístupňujících návštěvníkům přírodu regionu nebo sbírkové fondy muzea, mj. výstavy Krása tropů (1983, repríza 2006), Příroda ve městě (1992), Život ve starých stromech (2003), Ohrožená příroda (2008), Cizinci a vetřelci (2011), Labe v Hradci Králové (2012) a O motýlech a lidech (2017).

### Publikace
- Vážky Chráněné krajinné oblasti Železné hory (2010), spolu s Františkem Bártou

V letech 1978 a 1982 také publikoval články v časopisu Živa.